# Лънга (община Поградец)
Вижте пояснителната страница за други значения на Лънга.
Лънга  (на албански: Llëngë или Llënga, Лянгъ) е влашко християнско село в Югоизточна Албания, община Поградец на област Корча.

## География
Селото е разположено западно от град Поградец и Охридското езеро в историко-географската област Мокра, по горното течение на река Шкумбини.

## История
„Лънга е чисто аромѫнско село съ 45 разпръснати кѫщи, въ които живѣятъ по нѣколко фамилии. Че нѣкогажъ това село е било голѣмо, свидѣтелствуватъ многото купове развалини въ подножието на планината. Казватъ, че прѣди е имало 1000 кѫщи, това е, навѣрно, прѣувеличено, но при все това, като доказателство, че е било голѣмо село, показватъ двѣтѣ голѣми църкви, които за сега сѫ извънъ селото. Долнята църква е съградена подъ сѣнката на една вѣковна липа и три бѣли елхи. Тази църква е съградена въ края на 17-то столѣтие. Тя е окрасена богато съ много маслени картини. Колкото търговци и занаятчии сѫ се намѣрвали тукъ, за сега сѫ се прѣселили повечето въ Охрида и Романия. Сѫщо така е станало и съ съсѣднитѣ села Ница (20 кѫщи) и Грабово (58 кѫщи), които се намиратъ три часа надалечъ къмъ югъ или по-право къмъ юго-западъ.
Хората отъ тѣзи села се занимаватъ прѣди всичко съ скотовъдство, съ сѣчене на дърва, а твърдѣ малко съ земледѣлие. Тукъ се добива добра пшеница и царевица, при всичко, че мѣстото е доста високо.
Попътъ на това село е уменъ и сериозенъ човѣкъ, който сѫщеврѣменно изпълнява освѣнъ своята длъжность, но още учителска и кметска. Той ме увѣри, че по прѣди, дѣйствително, мнозина отъ съселенитѣ му сѫ се занимавали съ разбойничество, но само противъ мухамеданетѣ. Слѣдствието е било, че селото се нападало често отъ войници и се разсипвало, но и много пѫти турцитѣ сѫ се връщали въ дома си съ кървави глави. Той самъ се е поставялъ на чело на общината и съ пушка въ рѫка е защищавалъ огнището си. Мѣстоположението на селото е такова, че служи за убѣжище и скривалище на разбойницитѣ.
То е разположено въ едно котловидно разширение на Шкумпъ, която рѣка тукъ приема единъ малъкъ притокъ. Шкумпъ иде отъ една дива и мѫчно проходима долина, въ която жителитѣ отъ селото при всѣка опасность могатъ да се оттеглятъ назадъ и сѫ сигурни, че нѣма да ги прѣслѣдватъ. Изтичанието на рѣката отъ котловината става чрѣзъ една нѣколко метра широка пропасть, стѣнитѣ на която се спущатъ перпендикуллрно 200—300 метра. Всѣка година духа студенъ вѣтъръ прѣзъ тази клисура. Излѣзе ли човѣкъ отъ клисурата на друга страна, той ще има прѣдъ себе си единъ прѣкрасенъ изгледъ. Водата пада на водопади отъ голѣма. височина и на длъжъ и на ширъ не се вижда нищо друго освѣнъ гъсто обрасли височини. Само на дѣсната страна въ планината се намира манастирътъ Св. Мария, който, за жалость, не можахъ да посѣтя. Едно неприятелско нападение отъ къмъ тази страна е съвсѣмъ невъзможно, даже ако пазятъ изхода на клисурата съвсѣмъ малко хора. Жителитѣ се опасяватъ само отъ къмъ сѣверната страна било отъ войници, било отъ разбойници. При все това жителитѣ отъ Лънга така сѫ се поставили прѣдъ арнаутитѣ съ своята храбрость, че отъ много години не е ставало никакво нападение. Напротивъ, арнаутитѣ иматъ такъвъ респектъ прѣдъ разбойническия войвода Жоржи Кукунесъ, нареченъ съ прѣкора Рапъ, че даже се радватъ, щомъ той ги остави на мира. Попътъ ме запозна съ него още на друтия день и ме остави подъ неговата закрила. Азъ ядохъ и пихъ съ него и се заклехме въ братство единъ другиму, споредъ тукашния обичай. Обикновенно, тукашнитѣ извършватъ такова братство, като раздѣлятъ причастието или само нафората. Азъ като не православенъ, неможахъ да изпълня тази церемония; сѫщо я не изпълняватъ и мухамеданетѣ, ако направятъ сѫщото братство съ христиане; което често се срѣща. Аромѫнина счита за братъ оногова, съ когото е направилъ братство и пази обѣщанието си.“
Според Густав Вайганд „аромѫнетѣ я произнасятъ Лунга и произлиза не отъ латинската longus, а отъ славянската лѫгъ“.
Край селото има средновековна манастирска църква „Света Марина“ от XIV век, в която има ценни стенописи.
Селото се споменава в османски дефтер от 1530 година под името Линка, хас на Байрам паша, мирмиран на Румелия, с 38 ханета гяури, 28 ергени гяури и 2 вдовици гяурки.
Според Васил Кънчов („Македония. Етнография и статистика“) в края на XIX век Ланга (Лънга) е малко влашко християнско селище с 45 къщи.
До 2015 година селото е част от община Требине.

## Личности
Родени в Лънга
- Дамян Коконеши (1886 – 1973), албански духовник, тирански и албански архиепископ